# Warhammer Online: Age of Reckoning
Warhammer Online: Age of Reckoning (рус. Warhammer Online: Время Возмездия; официальная аббревиатура — WAR — рус. ВОЙНА) — компьютерная игра в жанре MMORPG, основанная на сеттинге Warhammer Fantasy от «Games Workshop». Официальный релиз в Америке и Европе состоялся 18 сентября 2008 года, в России же игра вышла 5 февраля 2009 года.
Действие игры вращается вокруг постоянного мирового конфликта, и сама игра начинается прямо во время этой непрерывной войны.
18 декабря 2013 года Electronic Arts выключила серверы игры Warhammer Online: Age of Reckoning. После закрытия официальных серверов были запущены эмуляторы, авторы которых смогли не только сделать все системы игры рабочими, но и добавить новые уровни и события.

## История разработки
Работа над Warhammer Online была начата компанией «Climax Online». В июне 2004 года проект был официально закрыт, когда «Games Workshop» заявила, что затраты на разработку игры будут слишком велики. Однако, фактически, разработка игры никогда не прекращалась, так как «Climax Online» продолжила разработку игры на свои собственные средства до тех пор, пока в конце 2004 года не заявила, что проект Warhammer Online закрыт из-за сложностей в получении издательского соглашения.
После того, как лицензия на создание игры снова стала свободной, к «Games Workshop» обратилась «EA Mythic» (называвшейся тогда «Mythic Entertainment»), которая была заинтересована в приобретении лицензии и разработке нового проекта «с нуля». Давние знакомства исполнительного директора «Mythic», Марка Якобса, с некоторыми менеджерами «Games Workshop» обеспечили быстрое заключение сделки. Лицензия на разработку Warhammer Online была получена «Mythic» 18 мая 2005 года.
Хотя Warhammer Online: Age of Reckoning была разработана «EA Mythic», «Games Workshop» также была вовлечена в процесс разработки. По всей видимости, её роль в проекте сводилась не только к обеспечению соответствия с Warhammer Fantasy IP, но также и в проведении работы с «EA Mythic» для того, чтобы обеспечить соответствующую разработку и распространение IP, как это требуется для MMO.
Warhammer Online: Age of Reckoning сделана не только на основе Warhammer Fantasy Battles или Warhammer Fantasy Roleplay, или какого-либо другого одного источника, она основана на всей вселенной Warhammer Fantasy в целом.

## Армии
Warhammer Online: Age of Reckoning — это игра «государство на государство» (англ. Realm versus Realm [RvR]), включающая в себя две различные фракции: Порядок (англ. Order) и Разрушение (англ. Destruction). Каждая фракция состоит из трёх различных армий, каждая из которых далее разделяется на четыре карьерные лестницы. Доступность некоторых карьер будет зависеть от пола персонажа, то есть они будут доступны персонажам только мужского или только женского пола.

### Порядок
Армии Порядка состоит из гномов, Империи (люди) и высших эльфов.
Гномы (Warhammer): Хотя гномы были могущественной империей в те далёкие дни, когда люди были ещё примитивны и дики, зенит славы гномов давно прошёл. Со всех сторон их окружают силы Разрушения — коварные крысолюди скейвены и огромные орды зеленокожих. Гномы — выносливый, упрямый и трудолюбивый народ, великие ремесленники Старого Мира, они создают боевые машины и артефакты непревзойдённой сложности, силы и величия. Гномы живут дольше, чем люди (в среднем, несколько сотен лет) и селятся, по большей части, в огромных горных крепостях, называемых «тверды́нями» (англ. holds), многие из которых постоянно подвергаются атакам войск Разрушения. Гномы известны своей привязанностью к старым традициям, одна из них — навсегда запоминать любые обиды. Каждый род тщательно записывает любую причинённую ему обиду, и эти записи хранятся в священной для каждого гнома «Книге Обид». Как и Империя, гномы владеют пороховым оружием, применяя пушки, ружья и взрывчатку. Верховный король гномов — Торгрим Злопамятный — правит своим королевством из горной цитадели Караз-а-Карак, известной людям под названием Эверпик. В WAR гномы объединились против своих заклятых кровных врагов орков и гоблинов, известных под общим названием Зеленокожие (англ. Greenskins).
Империя: Империя — центр цивилизации людей Старого Света. Основанная первым Императором Сигмаром, Империя стоит вот уже более двух тысяч лет, а сам Сигмар теперь считается божеством-покровителем, хотя в имперский пантеон входят и другие боги. Пережив времена раскола, Империя была недавно вновь объединена Императором Магнусом Набожным. В настоящее время государством правит Император Карл Франц, чьей резиденцией является столица Альтдорф. Не обладая таким мастерством в ремёслах, как гномы, или в магии, как эльфы, Империя не настолько скована традициями, как старшие расы, благодаря чему она оказалась способна отразить любые угрозы, и внешние, и внутренние. В основу цивилизации Империи положена модель некоторых черт Германии в Эпоху Просвещения со строгими средневековыми и теократическими консервативными взглядами. В начале WAR Империя сталкивается с разрушительными ордами Хаоса, которые, захватив северного соседа Империи государство Кислев (в основу образа которого положена Россия), уже вторгаются в её пределы.
Высшие эльфы: Непревзойдённая в искусствах и магии, одна из старейших цивилизаций во вселенной Warhammer, древняя раса эльфов взялась за оружие, чтобы встать рядом с Империей в её битве с силами Хаоса. Высшие эльфы живут на большом островном континенте под названием Ультуан и создают прекрасные картины, музыку и орудия войны с мастерством, недоступным другим расам (быть может, за исключением гномов). Эльфы живут тысячи лет и обычно достигают невероятной искушённости в любых ремёслах. Они неохотно сражаются рядом с гномами, так как эти расы разделяет долгая история войн и взаимных обид. Многие тысячи лет назад, Малекит, сын первого Короля-Феникса Энариона, был лишен права унаследовать престол. Это привело к кровопролитной гражданской войне между эльфами, приведшей к магической катастрофе, названной впоследствии «Раскол» (англ. Sundering), которая уничтожила большу́ю часть территории Ультуана. Во время Раскола, Малекит и его сподвижники, использовав огромные магические силы, подняли свои города-крепости в воздух, и с их помощью бежали через океан в земли Наггарот, где основали своё королевство. Летающие города тёмных эльфов были прозваны «Черными Ковчегами». Сейчас высшими эльфами правит Король-Феникс Финубар Мореход, чья столица находится в городе Лосерн. В WAR высшие эльфы выступают против своих бывших сородичей, тёмных эльфов.

### Разрушение
Армии Разрушения состоят из зеленокожих (орки и гоблины), Хаоса (северные племена людей, демоны, зверолюди) и тёмных эльфов.
Зеленокожие: Зеленокожие — общее название для гоблинов, орков, хобгоблинов, снотлингов и других. Название возникло из-за пигментации их кожи. Для игроков сторона Зеленокожих представлена орками и гоблинами, что придает уникальность этой армии, так как она состоит из двух рас (по две карьеры для каждой). Орки — это большой воинственный гуманоидный вид, рождённый для битв, боя и драк. Орки живут племенами, во главе каждого из которых стоит самый сильный и крупный орк племени. Гоблины значительно меньше и слабее орков, но гораздо хитрее. Постоянное существование рядом с большими и устрашающими собратьями сделало гоблинов коварными и трусливыми существами. Нередко именно гоблины манипулируют своими могучими, но недалёкими соплеменниками. Иногда особенно сильный вожак собирает множество племён вместе, и тогда начинается то, что Зеленокожие называют «ВАААААГХ!!!» (англ. WAAARGH!!!): сметающая все на своём пути орда мародёрствующих зеленокожих. В WAR игроку предлагается присоединиться к племени «Кровавые Солнца», которое возглавляют чёрный орк Грумлок и его шаман — гоблин Газбаг. С началом WAR формируется новое «ВАААААРГХ!!!», на этот раз направленное против давних врагов — гномов. Все зеленокожие похожи на мужчин, однако они рассматриваются как бесполая раса (по некоторым версиям, они размножаются подобно грибам — спорами, хотя «официально» Games Workshop подтвердили эту теорию только для вселенной «Warhammer 40.000»). Поэтому игрокам, которые создают в WAR персонажа-зеленокожего, недоступен параметр выбора пола.
Люди Хаоса: Войска Хаоса преследуют осквернение и разрушение всего на своём пути. Во вселенной Warhammer последователи Хаоса могут поклоняться одному из четырёх главных богов Хаоса: Кхорну (гнев и конфликт), Тзинчу (изменение и запретные знания), Нурглу (чума и разложение) и Слаанеш (запретное удовольствие и излишество). Между этими богами часто возникают разногласия, и они редко действуют сообща, хотя некоторые следуют за Хаосом в целом и обычно упоминают их как «Хаос Неделимый» (англ. Chaos Undivided). Последнее объединение Хаоса произошло под командованием Архаона (он уже тринадцатый, кто объединяет Хаос). В игре сторона Хаоса представлена армией культа Тзинча — иначе называемого повелителем колдовства и богом-вороном. Человеческие последователи Хаоса в основном живут в Пустошах Хаоса, далёкой северной части мира, где энергия чистой магии и хаоса настолько сильна, что заставляет искажаться и видоизменяться и земли, и их обитателей. Эти люди живут в воинственном полуплеменном обществе, а когда приходит время для войны, они иногда сопровождаются отвратительными демонами и мутантами. В WAR войска Хаоса выступают против Империи.
Тёмные эльфы: Некогда часть народа Высших Эльфов, безжалостные Темные Эльфы преисполнены ненависти к своим бывшим собратьям. Их король, Малекит, стремится занять трон Короля-Феникса, который, как он считает, принадлежит ему по праву. Из всех эльфийских божеств тёмные эльфы поклоняются Каину, кровавому богу войны, именем которого приносятся человеческие (или другие) жертвы, и Слаанеш. Королевство темных эльфов лежит в ледяных землях Нагаррота, куда многие тысячи лет назад они бежали из Ультуана, прародины всех эльфийских народов. Охваченный жаждой мести, Король-колдун Малекит воплотил в жизнь коварный план, призванный ослабить защитников Ультуана и их союзников. В то время как Король-Феникс спешит на помощь Империи, бьющейся с ордами Хаоса, а горные твердыни гномов осаждены небывалой ордой Зеленокожих (собранной не без помощи Малекита), Чёрные Ковчеги устремились к берегам Ультуана. В WAR тёмные эльфы объединены как раса против высших эльфов.

## Карьеры
Как было сказано, каждая карьера (сходна с понятием «класс» в других RPG) соответствует одной архетипической роли, хотя каждая карьера всё же вносит изменения в основную схему этой роли. Например, священник-воин — это архетип поддержки или, по-другому, карьера целителя, однако у него есть также множество рукопашных DPS-элементов, означающих, что игроки с этой карьерой должны вступать в схватку и сражаться, чтобы быть способными лечить своих союзников эффективно. Таким образом, карьеры предоставляют разнообразие, а не просто являются «зеркалами» друг друга. Большинство карьер доступно персонажам мужского и женского пола, однако некоторые, такие как эльфийская ведьма, доступны персонажам только одного пола (в данном случае — женского). Зеленокожие — «технически» бесполые, но имеют множество мужских качеств.

### Архетипы
Карьеры в WAR разбиты на следующие архетипы:
- Танк (англ. Tank): тяжело бронированный персонаж, способный выдерживать большое количество повреждений, чья задача состоит в защите союзников. Способен противостоять нескольким противникам одновременно. Для этой карьеры характерно использование одноручного оружия со щитом (для большей защиты) или двуручного оружия (для большего урона), однако с двуручным оружием он все равно не становится DPS классом.
- Боец (англ. Melee Damage): обладает меньшей защитой нежели танк, но способен наносить большой урон в единицу времени. Не имея эффективного дальнобойного оружия, бойцы носят среднюю броню и обладают умениями, замедляющими или парализующими противника.
- Стрелок/маг (англ. Ranged Damage): архетип, наносящий значительный урон на расстоянии, зачастую может применять свойства, наносящие урон целым группам противников. Как правило, легко бронированный архетип, обладает умениями, замедляющими, парализующими или откидывающими врага.
- Целитель (англ. Healer): класс, который лечит или усиливает союзников, при этом ослабляя врагов.

## Отзывы
| Сводный рейтинг    | Сводный рейтинг |
| Агрегатор          | Оценка          |
| ------------------ | --------------- |
| GameRankings       | 85,21 %         |
| Metacritic         | 86 %            |
| Иноязычные издания |                 |
| Издание            | Оценка          |
| 1UP.com            | B               |
| Eurogamer          | 8/10            |
| Game Informer      | 8/10            |
| GameSpot           | 8,5/10          |
| GameSpy            | 5/5             |
| PC Gamer (UK)      | 8,8/10          |
| PC Gamer (US)      | 86 %            |

Warhammer Online: Age of Reckoning получила положительные отзывы и много наград как до так и после выхода.
А вот с любовью игрового сообщества вышло иначе: «EA Mythic приняла решение закрыть 63 сервера онлайн-игры Warhammer Online: Age of Reckoning: 43 реалма прекратили своё существование в Северной Америке, и 20 по миру».
Игра победила в номинации «MMORPG года» (2008) журнала Игромания.
Другие награды:

### 2008
- IGN PC: Best of E3 2008 — Best MMO
- IGN PC: 2008 Best Persistent World Game
- IGN PC: 2008 Reader’s Choice
- Game Focus — Best MMO Game/ Expansion
- GameSpy: Best of E3 2008
- GameSpy: Best Use of License
- GameSpy: Top 10 PC Games — Ranked #2
- GameStooge — Best Massively Multiplayer Roleplaying Game
- G4TV: Best of E3 — PC
- Massively — Favorite New MMO of 2008
- MMORPG.com — Reader’s Choice Awards — Best New Game of 2008
- MMORPG.com — Reader’s Choice Awards — Most Innovative Feature
- MSNBC — Best PC games of 2008
- Voodoo Extreme: E3 2008 — Best MMO
- Warcry's Editor’s Choice: Most Anticipated of 2008
- X-Play: Best MMO

### 2007
- China Joy 2003—2007: Best Foreign Online Game
- Ten Ton Hammer: Best Fantasy MMOG
- Ten Ton Hammer: Best of Show
- Beckett Massive Online Game Reader’s Choice Award: Most Anticipated MMO
- Warcry’s Editor’s Choice: 2007’s Most Anticipated
- MMORPG.com Readers Choice: Most Anticipated

### E3 2006
- MMORPG.com: Best Use Of A License
- Game Amp: Best of Show
- Game Amp: Best Loot
- Game Daily Nod Award
- Voodoo Extreme: Best Massively Multiplayer Game
- Gamespot Editor’s Choice: Best Stage Demo
- Ten Ton Hammer Editor’s Choice Award